# Байдарский заказник
Байдарский заказник — особо охраняемая природная территория в Балаклавском районе города Севастополя. Площадь заказника — 27 908 га, что делает его вторым по площади заказником Крыма (после заказника Малое филлофорное поле) и крупнейшим в Севастополе. В Российской Федерации, контролирующей спорную территорию Крыма, является государственным заказником Севастополя регионального значения, на Украине — ландшафтным заказником общегосударственного значения.

## История
Байдарский заказник был создан 31 мая 1990 года Постановление Совета Министров УССР от 31.05.1990 № 120, путём реорганизации заказника общегосударственного значения Чёрная речка, основанного Постановление Совета Министров Украинской ССР от 28.10.1974 № 500. Постановлением правительства Севастополя от 25.05.2015 № 417-ПП Об утверждении Перечня особо охраняемых природных территорий регионального значения, расположенных в городе Севастополе данный объект объявлен государственным заказником регионального значения.
Байдарская долина является давно освоенной территорией, где человек появился в позднем палеолите 35-10 тыс. лет назад.

## География
Заказник охватывает территорию одноименной долины с прилегающими горными комплексами, расположен в пределах водосборного бассейна реки Чёрная. В центре Байдарской долины находится Чернореченское водохранилище. В долине имеются огромные запасы чистой подземной воды. На юге к заказнику примыкают Ялтинский горно-лесной заповедник и заказник «Мыс Айя».
Байдарский заказник расположен на таких землях:
- Производственное управление водопроводно-канализационного хозяйства Севастопольского горисполкома — территория прилегающая к Чернореченскому водохранилищу — 829 га
- Птицесовхоз «Красный Октябрь» — 6 065 га
- Государственное предприятие Севастопольское лесоохотничье хозяйство — 13 788 га
  - Чернореченское лесничество (квадраты 1-4, 6-13, 16-36, 39-53, 55-66, 68-76, 78-81),
  - Орлиновское лесничество (1-6, 8, 10, 11, 14, 19, 24, 25, 27-62)
  - Терновское лесничество (34, 36, 38-41, 43)
- Государственное предприятие Куйбышевское лесное хозяйство — 3 613 га
  - Куйбышевское лесничество (52-54, 58, 60, 61, 66-86; частично 44, 46-50, 54, 56, 57, 62)
  - Соколинское лесничество (82; частично 68, 70, 71, 74, 80)

## Природа
Климат заказника приморский степной. В заказнике растут широколиственные и хвойные леса. На территории заказника Байдарский встречаются редкие виды растений и животных например: орхидеи, можжевельник высокий, ясколка Биберштейна, Комперия Компера и др. Фауна заказника представлена следующими видами: олень, кабан, заяц, лисица, фазан, горлица. Всего здесь произрастает 67 видов растений занесённых в Красную книгу Украины (2009).

## Достопримечательности
- Байдарская долина
- Чертова лестница
- Каньон Узунджи
- Скельская пещера
- Чернореченский каньон